# 이라크 항공
이라크 항공(영어: Iraqi Airways, 아랍어: الخطوط الجوية العراقية, 쿠르드어: ھێڵە ئاسمانیەکانی عێراق)은 이라크의 항공사로 본사는 이라크 바그다드에 위치해 있으며 허브 공항은 바그다드 국제공항, 아르빌 국제공항, 바스라 국제공항, 퀸 알리아 국제공항이 있다.

## 역사

### 초창기
이라크 항공은 제2차 세계대전 종결 후 1945년에 설립되어 1946년 1월 28일에 운항을 시작한 후 비커스 비스카운트를 비롯해 새로운 장비를 도입하고 점차 노선망을 확대해 갔다. 냉전 당시 정권이 바뀔 때마다 공산주의와 자본주의 국가의 두 항공기를 구매했기 때문에 1960년대에 영국의 호커 시들리 트라이던트와 소련의 투폴레프 Tu-124를 동시에 도입을 했으며 그와 동시에 중동을 넘어 아프리카, 유럽까지 항로를 확대했다.

### 전성기
1970년대 들어 석유 가격이 급등 하면서 호황을 맞이하게 되었다. 그와 동시에 보잉 707, 보잉 747과 같은 대형 항공기를 도입해 런던과 도쿄, 방콕과 뉴욕등 세계 주요 도시에 노선을 확대 했으며 근거리 국제선과 국내선의 경우 보잉 727 당시 최신 기종을 도입하는 등 장비의 업데이트를 추진했다. 또한 1980년대에 바그다드 국제공항의 터미널이 새롭게 단장하고 중동의 허브 공항의 목표로 했다.
또한 일본 노선의 경우 1978년에서 1990년까지 바그다드 국제공항 ~ 돈므앙 국제공항 ~ 나리타 국제공항간 보잉 747 기종으로 주 1회 운항하고 있었다. 일본 취항이 중단 이후 공항의 발착 권한을 반납하지 않았기 때문에 현재까지 일시 정지가 되었다.

### 이란-이라크 전쟁과걸프 전쟁
그러나 1979년에 사담 후세인 정권을 장악한데 이어 1980년에 일어난 이란-이라크전쟁이 일어나면서 활동이 위축이 되면서 일부 국제선이 운항이 중단되고 말았다. 거기에 이란-이라크 전쟁 종결 이후 1988년에는 국제선 운항을 본격 재개했지만 불과 2년 후인 1990년에 이라크가 이웃 쿠웨이트 침공으로 국제 사회의 반발로 대부분의 국제선 운항이 중단되었다. 당시 쿠웨이트 항공이 운항하던 보잉 767 기종을 쿠웨이트 국제공항에서 약탈 했으며 이후 외국 제품을 구입해 자사의 기종에 통합했다.
1991년에 발생한 걸프 전쟁으로 미국을 주력으로 한 다국적 군의 공격을 받았기 때문에 대다수의 기종을 이란과 요르단에 대피 시키게 되었고 쿠웨이트 침공 당시에 모든 기종을 비롯해 이라크에 남긴 기종은 폭격을 맞아 모두 파괴되었다. 바그다드 국제공항에 방치된 일류신 Il-76, 보잉 727 기종 또한 전후에 유엔의 제재로 인해 국제선 운항이 메카 순례를 위해 하즈 노선만 한정되었다. 거기에 이라크 지역에 비행금지 구역이 설치 되었기 때문에 대부분의 기종이 바그다드 국제공항을 비롯한 이라크 모든 공항에서 지상 저장만 가능했다.
하지만 보잉 747SP 기종과 보잉 737-200 기종의 경우 대부분 취항하지 않았고 예산이 고갈되면서 대부분 정비가 이루어지지 않았을 뿐만 아니라 많은 부품이 도난되어 버렸기 때문에 대규모 수리를 하지 않으면 비행이 불가능한 상태가 되었다. 걸프 전쟁 이전에 1980년대 후반에 에어버스 A310 기종을 5대를 발주하고 있었다. 그러나 쿠웨이트 침공으로 인해 도입하지 못했고 2007년에 에어버스 A310 기종이 단종되었다.

### 이라크 전쟁
2003년 3월에 미국과 영국을 비롯한 다국적 군이 이라크를 다시 공격해 이라크 전쟁이 시작되었다. 이 사건으로 바그다드 국제공항을 비롯해 이라크 전 지역 공항에 저장한 보잉 727-200 기종과 일류신 Il-76 기종을 비롯해 많은 기종이 다국적 군의 공격을 받아 완전히 파괴되었다.

### 현대 역사
당시 이라크의 독재자인 사담 후세인이 추방과 동시에 처형된 다음 미국등 다국적 군과 전쟁이 끝난 후 이라크 정부에서 민간으로 경영이 이관되어 2004년 10월 운항이 재개되었고 새로운 체제 하에서 가장 수요가 높은 바그다드 ~ 암만간 국제선 운항을 시작했다. 2005년 6월에 국내선 노선인 바그다드 ~ 바스라 노선과 이스탄불간 국제선 운항을 재개한데 이어 같은 해 11월에 이란의 수도 테헤란간 국제선 운항이 25년 만에 다시 재개 되었다. 이후 미국 정부로부터 신형 기종을 제공을 받고 있으며 이라크 정부의 자금 지원을 받아 지금까지 바그다드 국제공항에 방치된 보잉 737-200 비롯해 일부 기종이다시 사용할 수 있도록 정비를 받았다.
2010년 5월 해산이 결정되면서 청산에 들어갔다. 당시 쿠웨이트가 걸프 전쟁에서 손해 배상을 영국 법원에 청구 하면서 자산동결 판결을 했다. 한편 이라크 정부는 새로운 설립하는 민간 항공사를 설립할 예정이였다. 하지만 새로운 민간 항공사를 설립하지 않았고 현재까지 운항하고 있다.

## 운항 노선
- 2012년 7월 기준으로 이라크 항공은 다음과 같은 노선을 운항하고 있다.

## 보유 기종
- 2023년 8월 기준으로 이라크 항공은 다음과 같은 기종을 보유하고 있으며 평균 기령은 5.7년이다.[2]

## 사진

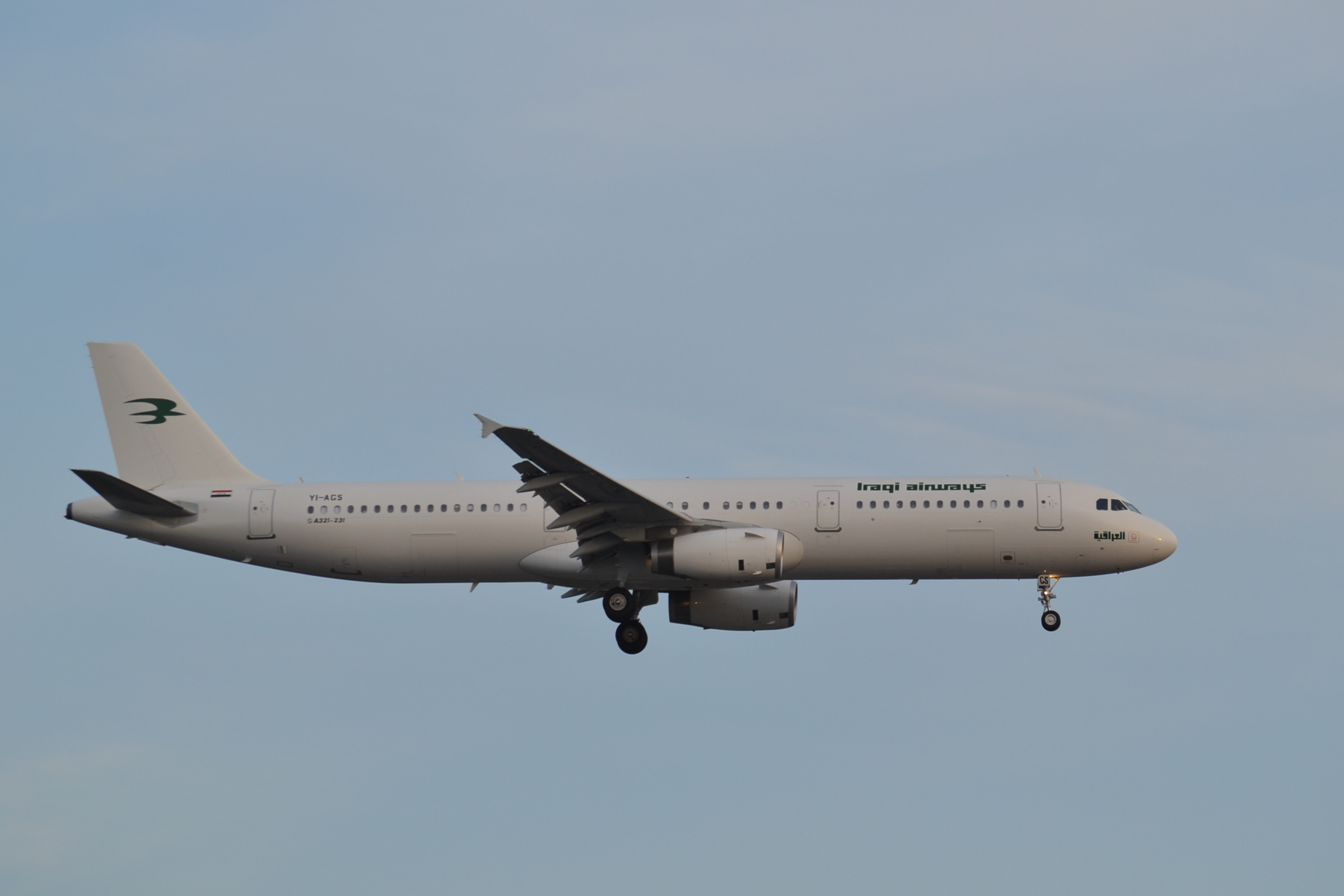
이라크 항공의 에어버스 A321-200
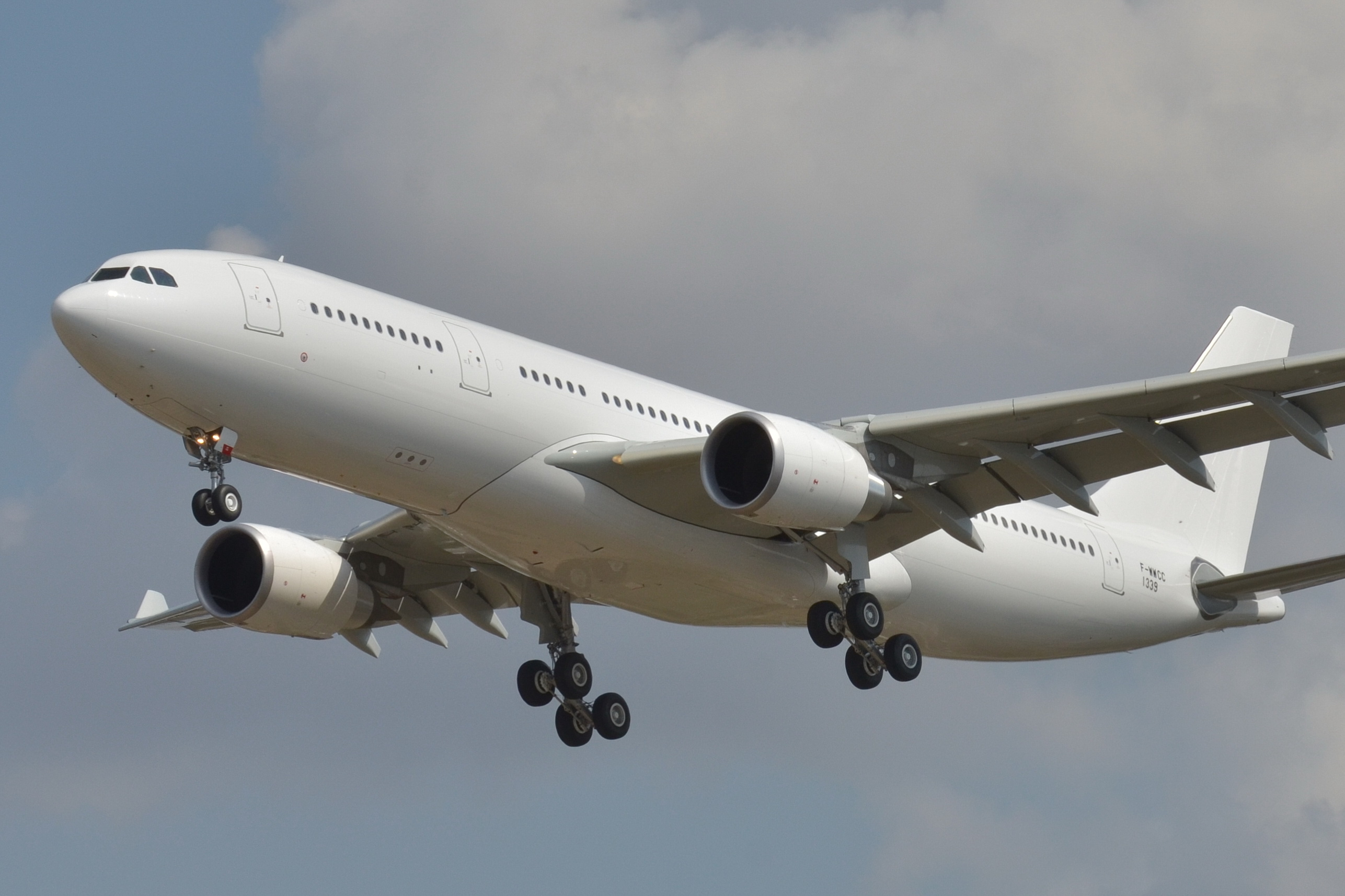
이라크 항공의 에어버스 A330-200
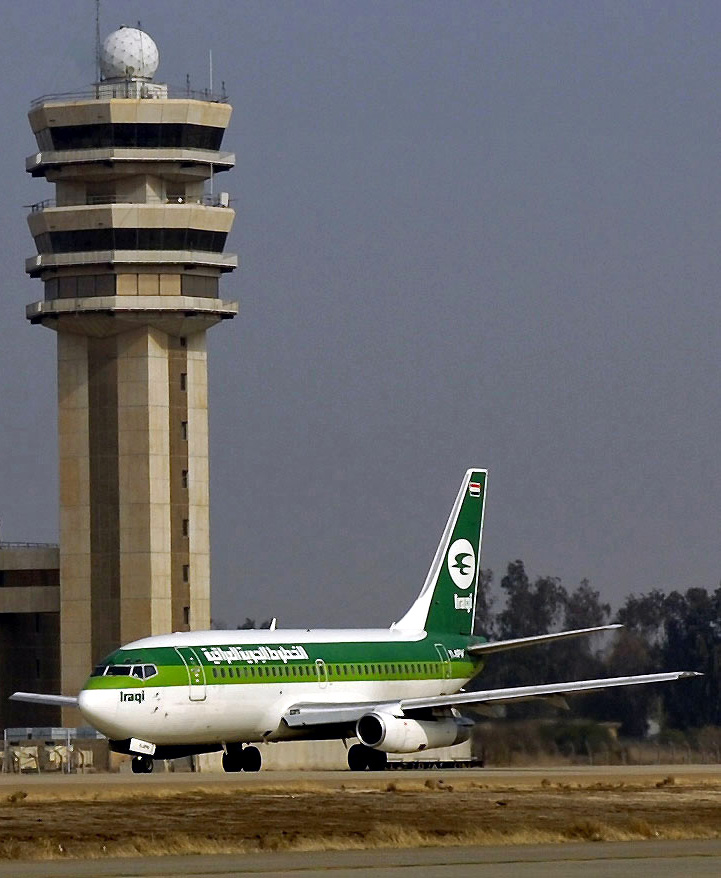
이라크 항공의 보잉 737-200 (퇴역)
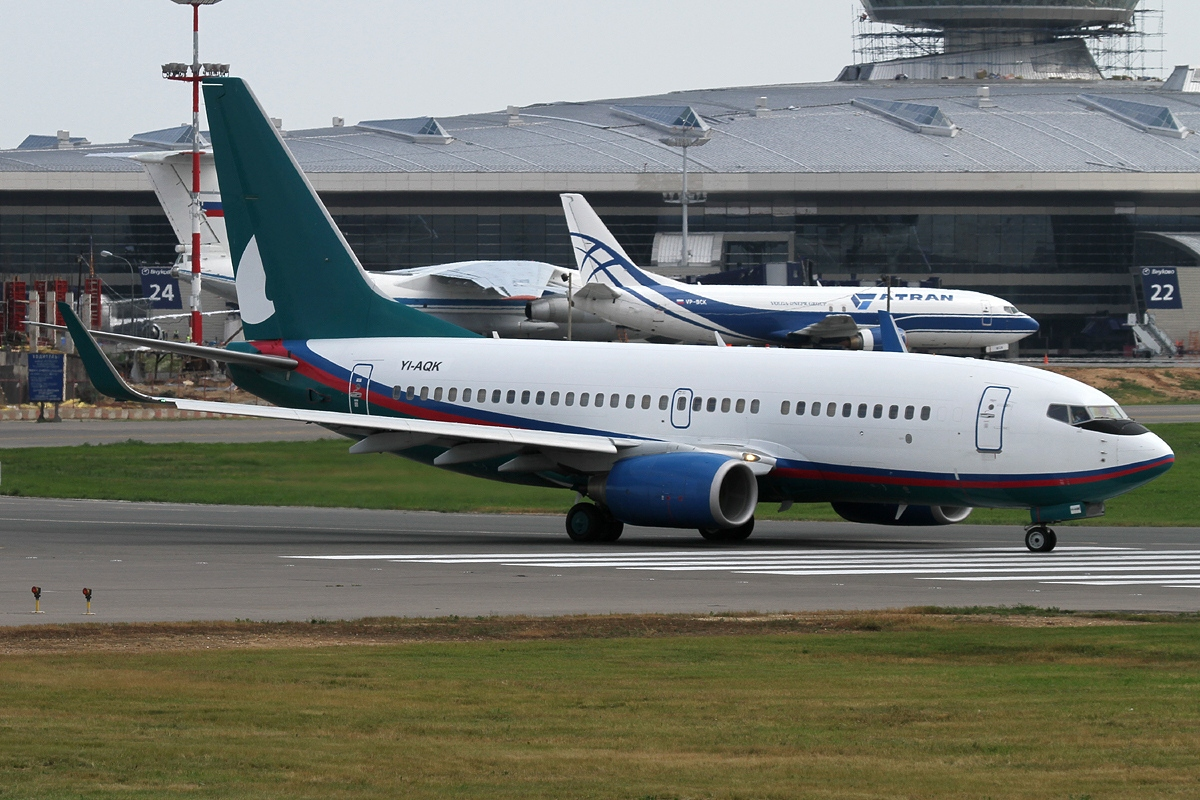
이라크 항공의 보잉 737-700 (퇴역)
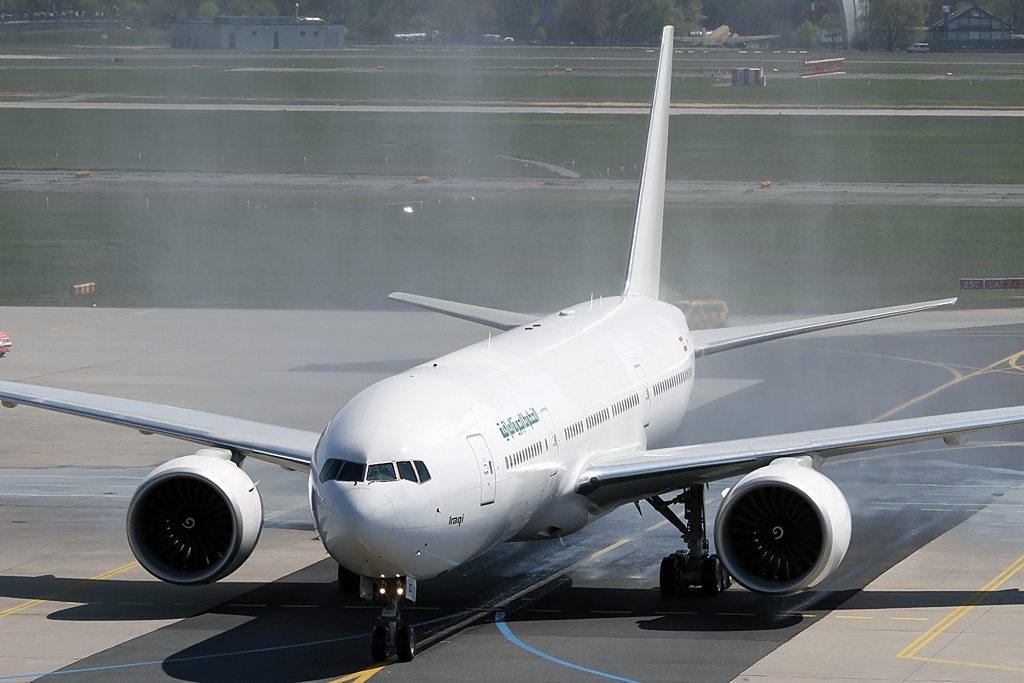
이라크 항공의 보잉 777-200LR